# Averil Williams
Averil Williams (Averil Muriel Williams; * 19. März 1935 in Essex; † 16. Dezember 2019) war eine britische Speerwerferin.
1958 gewann sie für England startend Bronze bei den British Empire and Commonwealth Games in Cardiff und kam bei den Leichtathletik-Europameisterschaften in Stockholm auf den 14. Platz.
Bei den Olympischen Spielen 1960 in Rom schied sie in der Qualifikation aus. 1970 wurde sie für Wales startend bei den British Commonwealth Games in Edinburgh Fünfte.
1957 und 1958 wurde sie Englische Meisterin, 1963 und 1964 Neuseeländische Meisterin. Ihre persönliche Bestleistung von 49,50 m stellte sie am 16. Juli 1960 in London auf.